# フェリシア・デイ
フェリシア・デイ（英語: Felicia Day、1979年6月28日 - ）は、アメリカ合衆国の女優、脚本家、プロデューサー。
。

## 来歴
アラバマ州・マディソン郡ハンツビルにて誕生した。幼少期よりバレエ、バイオリン、オペラなどを学んでいた。
テキサス大学オースティン校に通い、数学と音楽を専攻した。2000年に同大卒業後、ロサンゼルスにわたり、いくつかのテレビショーやコマーシャル、短編・自主映画に出演。
2003年、『バフィー 〜恋する十字架〜』シーズン7にバイ役で出演。
『ドールハウス』、『ライ・トゥ・ミー 嘘は真実を語る』、『Dr.HOUSE』、『ユーリカ 〜事件です!カーター保安官〜』などのテレビシリーズにゲスト出演。映画では『チアーズ!2』にペネロープ役で出演した。
2007年から公開されているウェブシリーズ『The Guild』では自ら製作と脚本を手掛け、主演している。
このウェブシリーズ『The Guild』は高い評価を得て、グリーンライト賞、ストリーミー賞など複数の賞を受賞している。

## 主な出演作品

### 映画
- They Shoot Divas, Don't They? (2002)
- House Blend (2002)
- チアーズ!2 Bring It On Again (2004)
- Final Sale (2004)
- June (2004)
- Mystery Woman: Vision of a Murder (2005)
- ルーズベルト 大統領の保養地 Warm Springs (2005)
- God's Waiting List (2006)
- Splitting Hairs (2007)
- Dear Me (2008)
- Red: Werewolf Hunter (2010)
- Rock Jocks (2011)

### シリーズ
- Emeril (2001)
- Maybe It's Me (2002)
- バフィー 〜恋する十字架〜 Buffy the Vampire Slayer (2003)
- For the People (2003)
- Century City (2003)
- One on One (2004)
- 名探偵モンク Monk (2005)
- Windfall (2006)
- Love, Inc. (2006)
- The Guild (2007‐)
- Dr.HOUSEHouse (2008)
- The Legend of Neil (2008‐2010)
- Dr. Horrible's Sing-Along Blog (2008)
- Roommates (2009)
- My Boys (2009)
- ドールハウス Dollhouse (2009)
- IRrelevant Astronomy (2009)
- ライ・トゥ・ミー 嘘は真実を語る Lie to Me (2009)
- スリー・リバーズ 命をつなぐ熱き医師たち Three Rivers (2009)
- ジェネレーター・レックス Generator Rex (2010)
- Dragon Age: Redemption (2011)
- ユーリカ 〜事件です!カーター保安官〜 Eureka(2011)
- スーパーナチュラル
  - Supernatural 7-20 The Girl With the Dungeons and Dragons Tattoo
  - Supernatural 8-11 LARP and the Real Girl